# Arroyo Hondo, Jalisco
Arroyo Hondo är en ort i Mexiko.   Den ligger i kommunen Tamazula de Gordiano och delstaten Jalisco, i den södra delen av landet, 400 km väster om huvudstaden Mexico City. Arroyo Hondo ligger 1 128 meter över havet och antalet invånare är 293.
Terrängen runt Arroyo Hondo är kuperad. Runt Arroyo Hondo är det ganska glesbefolkat, med 27 invånare per kvadratkilometer. Närmaste större samhälle är Ciudad Guzmán, 17,1 km väster om Arroyo Hondo. I omgivningarna runt Arroyo Hondo växer huvudsakligen savannskog.